# Hammermühle (Leubetha)

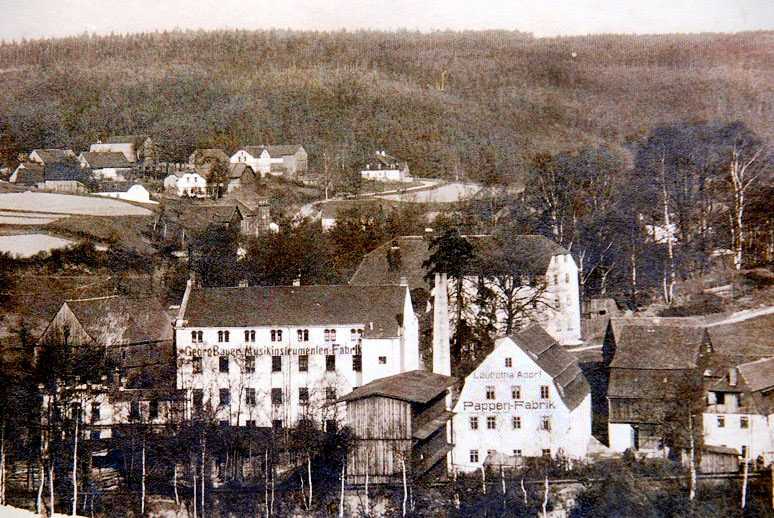
Der Standort Hammermühle Leubetha in den 1930er Jahren

Die Hammermühle Leubetha befand sich an der Weißen Elster ca. 3 km nördlich von Adorf/Vogtl. Sie wurde bereits 1328 in einer Urkunde als „Hammer zu Leubetha“ erwähnt und ist damit die älteste Erwähnung einer Hammerschmiede im heutigen Sachsen. Im 19. Jahrhundert entwickelte sich aus der Hammermühle ein lokaler Gewerbestandort der Papier- und Textilfabrikation sowie des Musikinstrumentenbaus.

## Geschichte
Die Entstehung der Hammermühle Leubetha steht im Zusammenhang mit dem Abbau von Eisenerz in der Region. Um 1650 gingen der Eisenbergbau und die Verhüttung des Erzes zurück. Die Betreiber suchten nun nach anderen Nutzungen und wandelten im 18. Jahrhundert die Hammermühle in eine Papiermühle um. Zu Beginn des 19. Jahrhunderts wurde die Papiermühle von Georg Klinger betrieben, der 1816 das alte Mühlengebäude erneuern ließ und die Papierfabrikation modernisierte. Ursprünglich wurden geschöpfte Schreibpapiere hergestellt, später Packpapier und Graupappe. Um 1840 übernahm der Sohn, August Oskar Klinger, die Papierherstellung und führte diese bis zu seinem Tode 1897 weiter. Bereits im Jahre 1810 wurde am Standort ein weiteres Gebäude für eine Baumwollspinnerei errichtet. Die Spinnerei mittels Mulemaschinen wurde anfänglich von Haselbauer & Co, später von Kaufmann Liebegk & Co. betrieben. Um 1820 übernahm Ferdinand Thomas (1790–1858), Sohn des Lengenfelder Spinnereibesitzers Gottlob Friedrich Thomas (1755–1835), die Spinnerei und baute sie aus. Ferdinands Sohn, Oskar Thomas (1822–1895), modernisierte die Spinnerei Anfang der 1860er Jahre. Dennoch war sie nicht konkurrenzfähig und musste 1863 als eine der letzten vogtländischen Baumwollspinnereien den Betrieb aufgeben. Nachfolgend wurde das Spinnereigebäude von der Firma Andorff & Co. genutzt, die hier Zupfinstrumente fertigte. Die Herstellung von Zithern, Lauten und Mandolinen wurde später von der Firma Bauer & Hawraneck weitergeführt. Herr Georg Bauer war in den 1930er Jahren auch Besitzer des Grundstücks. Im Mai 1945 wurden die Gebäude im Zuge von lokalen Kampfhandlungen zerstört. Nach dem Krieg verfielen die Ruinen. In den 1990er Jahren wurde das Areal rekultiviert.